# Jordon Varnado
Jordon Malik Varnado (Brownsville (Tennessee), 12 de mayo de 1997) es un baloncestista estadounidense que pertenece a la plantilla del Promitheas Patras B.C. de la A1 Ethniki griega. Con 1,98 metros de estatura, juega en la posición de alero. Es hermano del también baloncestista Jarvis Varnado.

## Trayectoria deportiva
Jugó cuatro temporadas en los Troy Trojans de la Universidad de Troy, situada en Alabama.
Tras no ser elegido en el Draft de la NBA de 2019, jugaría 3 encuentros de la Liga de Verano de la NBA con los Toronto Raptors. 
El 4 de agosto de 2019, firma un contrato por el Egis Kormend de la Nemzeti Bajnokság I/A húngara para debutar como profesional durante la temporada 2019-20, en la que jugó 21 partidos promediando 16 puntos de media. También disputaría 11 partidos de la Europe Cup en los que promedia 16,36 puntos por encuentro.
El 30 de julio de 2020, firma por el GTK Gliwice de la Polska Liga Koszykówki.
En la temporada 2022-23, firma por el Pistoia Basket 2000 de la Lega Basket Serie A2, con el que lograría el ascenso a la Lega Basket Serie A.
El 19 de septiembre de 2024 firmó por una temporada con el Promitheas Patras B.C. de la A1 Ethniki griega.